# Aérospatiale AS550/555 Fennec
El AS 550 Fennec y el AS 555 Fennec 2 (‘fénec’ en francés) son helicópteros militares polivalentes ligeros fabricados por Eurocopter. Están basados en el AS 350 Ecureuil y en el AS 355 Ecureuil 2 respectivamente, el primero es monomotor y el segundo bimotor, para uso militar. Las versiones armadas del AS 550 y AS 555 pueden ser equipadas con ametralladoras coaxiales, cohetes, torpedos y otro armamento.

## Desarrollo
Cuando Eurocopter toma forma de empresa, a partir de la unión de la empresa alemana Messerschmitt - Bolkow - Blohm (MBB) y la francesa Aerospatiale, ambas con una amplia experiencia, capacidad y cartera de helicópteros, de uso civil y militar, de los cuales se resaltan dos por ser familiares directos los Aeroespatiale AS350 Ecureuil y AS355 Ecureuil 2.
El primero, monomotor, desarrollado para reemplazar al Alouette III, propulsado por un Turbomeca Arriel y un peso máximo al despegue de 2250kg. Más de 3000 ejemplares han sido entregados (tanto en versiones civiles como militares). Helibras de Brasil ha producido bajo licencia 300 AS350 Esquilo (denominación local del AS350 Ecureuil) para el uso en Brasil, pero que no se pueden exportar a otros países de la región.
El segundo, AS355 M/M2 Ecureuil 2, bimotor más pesado desarrollado a partir del Ecureuil, propulsado por dos motores Allison 250-C20F (luego por el motor Turbomeca Arrius) y un peso máximo al despegue de 2600 kg. Ha tenido éxito tanto en el mercado civil como militar, siendo más de 800 los helicópteros entregados a los que hay que sumar 25 construidos bajo licencia por Helibras de Brasil.
Eurocopter toma la posta de su fabricación continuando la saga iniciada por Aeroespatiale años atrás, en su versión monomotor y el más pesado bimotor. Del AS350 Ecureuil se construyen versiones civiles (AS350B2/B3, EC130B4) para el transporte ejecutivo y empresas privadas, compañías petroleras y mineras, Policía y Fuerzas Armadas la variante (AS550C3). Por su parte del AS355 Ecureuil 2 también se ha desarrollado versiones civiles (AS355N) y militares (AS555 UN/AN/SN, EC130B4) que tienen más capacidad de carga, alcance y velocidad, es preferido para el uso militar por la mayor seguridad que ofrecen los dos motores, el helicóptero bimotor puede continuar volando si falla un motor, pero su costo de producción y de venta es mayor.

## Diseño

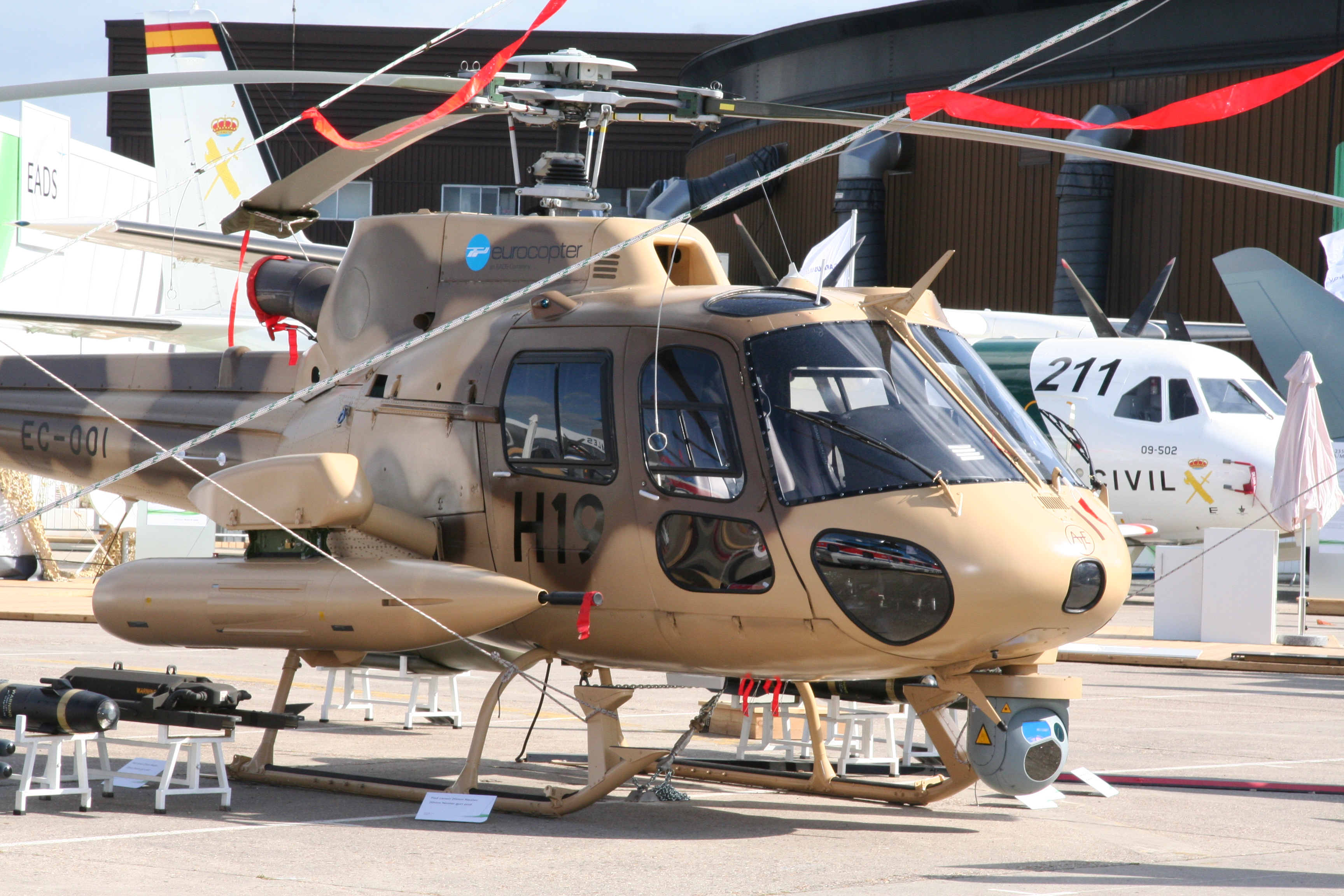
Eurocopter AS550 C3 Fennec en el Paris Air Show de 2009.

Helicóptero ligero monomotor y una variante bimotor, MTOW 2600kg, el bimotor Eurocopter AS 355 Ecureuil 2 es propulsado por dos TURBOMECA ARRIUS 1A con una potencia máxima unitaria al despegue de 340kW y 296kW sostenidos. 
Su rotor principal con un diámetro de 10,69 m, de tres palas que se pueden plegar hacia atrás de manera manual, para la versión naval, rotor de cola de dos palas a estribor con un diámetro de 1,86 m y un despegue del suelo de 75 cm. 
Tren de aterrizaje de patines con una trocha de 2,28 m que le permiten un despegue del suelo (medido desde el carenado radar) de 59 cm, apto para el uso de ruedas de aparcamiento y kit de flotación de emergencia, para la versión naval. Tiene una capacidad de transporte de piloto y 5 pasajeros. Posee un guinche lateral (babor) de rescate capaz hasta 136 kg y carga en eslinga de hasta 1.134 kg.
El Fennec en su versión monomotor y bimotor, está capacitado para cumplir funciones SAR, vigilancia marítima y OTHT (over the horizon targeting - guía más allá del horizonte) y entrenamiento (complementando a los Aeroespatiale Alouette III de la 1º Escuadrilla Aeronaval de helicópteros).
Para el desempeño de las tareas asignadas en su versión naval, militar y de Policía, está equipado con diversos sistemas, destacan su radar Telephonics RDR 1500, GPS Garmin GPS150, autopiloto 3 ejes SFIM AFCS-85, comms: UHF, VHF, HF, nav: DME/VOR/ILS/ADF/TACAN, forman parte de la aviónica instalada.

## Componentes

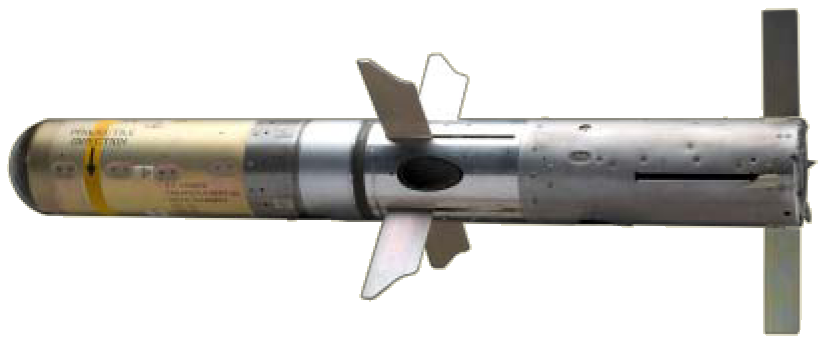
TOW

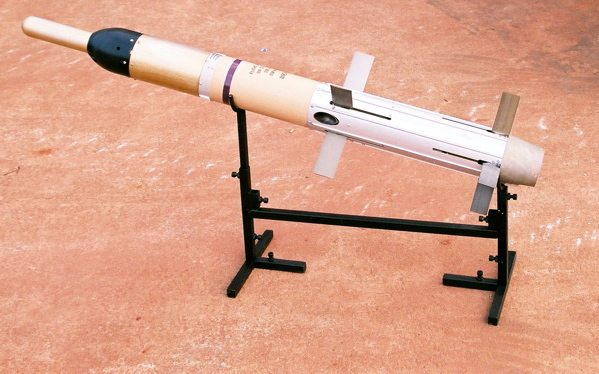
Ingwe

Bélgica -  Estados Unidos -  Francia -  Sudáfrica

### Armamento
| Sistema                              | País                      | Fabricante          | Notas                              |
| ------------------------------------ | ------------------------- | ------------------- | ---------------------------------- |
| Ametralladora (opción)               | Bandera de Bélgica        | FN Herstal          | 2 × FN MAG de 7,62 mm              |
| Contenedor de ametralladora (opción) | Bandera de Bélgica        | FN Herstal          | 2 × HMP400 de 12,7 mm              |
| Contenedor de cañón (opción)         | Bandera de Francia        | GIAT/Nexter         | 2 × NC 621 con cañón M621 de 20 mm |
| Cohete SNEB 68mm                     | Bandera de Francia        | Matra Thomson-CSF   |                                    |
| Cohete FZ de 70mm                    | Bandera de Bélgica        | Forges de Zeebrugge |                                    |
| Misil antitanque TOW 2               | Bandera de Estados Unidos | Raytheon            |                                    |
| Misil antitanque ZT3 Ingwe           | Bandera de Sudáfrica      | Denel Dynamics      |                                    |
| Misil aire-aire Mistral              | Bandera de Francia        | MBDA                |                                    |

### Propulsión
| Sistema | País               | Fabricante | Notas      |
| ------- | ------------------ | ---------- | ---------- |
| Motor   | Bandera de Francia | Turbomeca  | 1 × Arrius |

## Variantes
Monomotor
AS350 L1/L2 Ecureuil
Variante original del AS350.
AS550 C2 Fennec
Versión armada, basada en el AS350 B2.
AS550 U2 Fennec
Versión desarmada, basada en el AS350 B2.
AS550 C3 Fennec
Versión armada, basada en el AS350 B3.
Bimotor
AS355 M/M2 Ecureuil 2
Variante militar original del AS355 F.
AS555 AF Fennec 2
Versión armada, basada en el AS355 N.
AS555 AN Fennec 2
Versión militar armada, puede ser equipado con un cañón de 20mm.
AS555 AR Fennec 2
Versión armada con un cañón y cohetes.
AS555 MN Fennec 2
Versión naval desarmada.
AS555 MR Fennec 2
Versión naval.
AS555 SN Fennec 2
Versión naval armada.
AS555 SR Fennec 2
Versión naval armada.
AS555 UN Fennec 2
Versión utilitaria y de entrenamiento.
AS555 UR Fennec 2
Versión utilitaria.
AS555 SP Fennec 2
Versión naval del AS355 NP.

## Operadores
Argentina

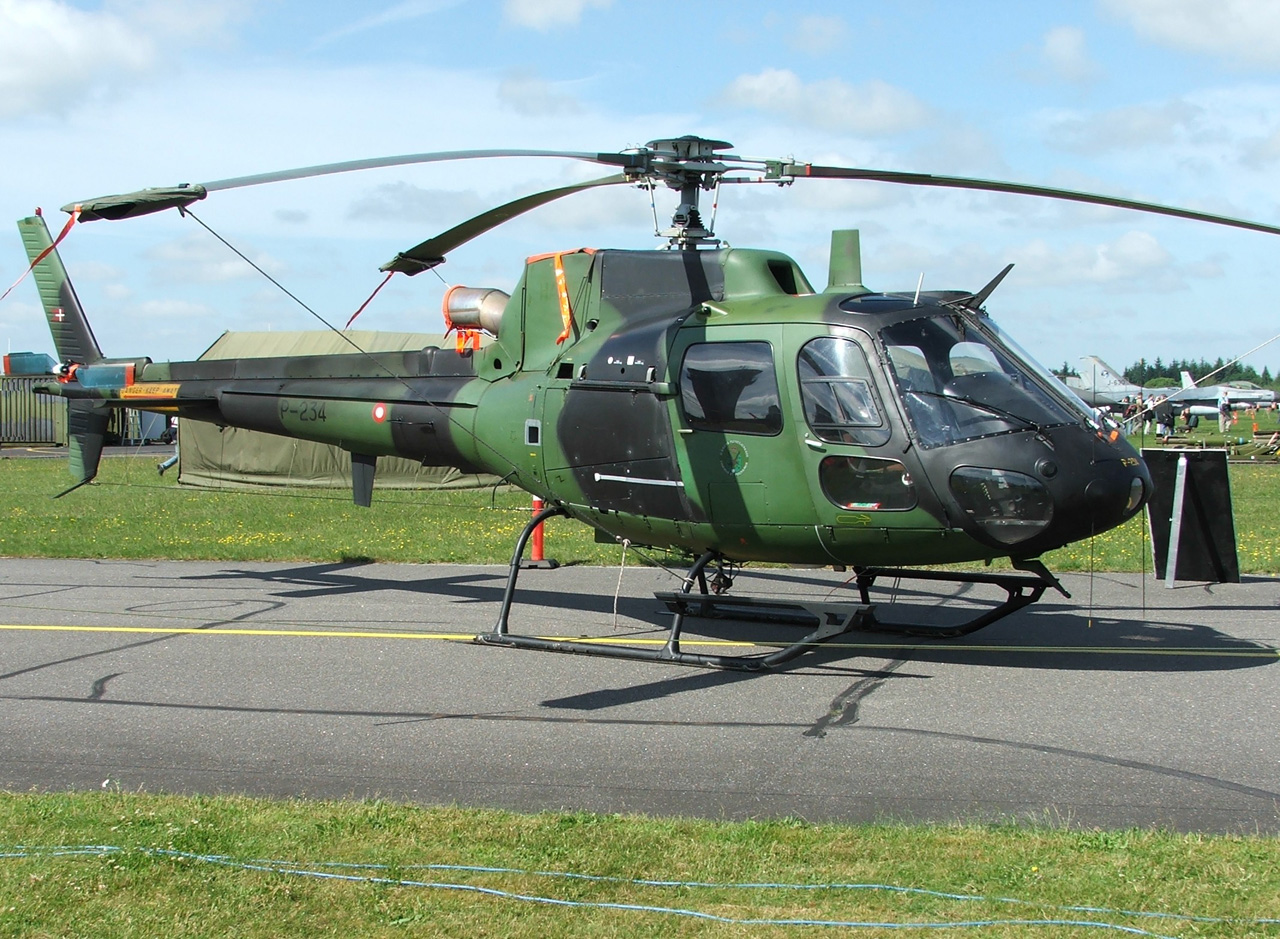
Un AS550 C2 Fennec del Ejército Danés.

- Armada Argentina : AS555 SN como helicóptero embarcado, para búsqueda y rescate, y para ataque. Cuatro unidades adquiridas en 1996, una en servicio.

 Colombia
- Armada Nacional de Colombia : AS555 SN como helicóptero embarcado en fragatas Clase Almirante Padilla

 Dinamarca
- Ejército Danés : AS550 C2 como helicóptero de reconocimiento armado y helicóptero antitanque.

 Ecuador
- Ejército del Ecuador: AS550 C3, reemplazarán parte de los Aérospatiale Gazelle de la AEE (Aviación del Ejército Ecuatoriano).

 Francia
- Fuerza Aérea Francesa: AS555 AN como helicópteros de entrenamiento y enlace.
- Ejército de Tierra Francés: AS555 UN como helicóptero de entrenamiento.

 Malasia
- Marina Real Malaya: AS555 SN como helicóptero de guerra antisuperficie.

 México
- Armada de México: AS555 AF como helicóptero embarcado.
  - Policía Federal: Diversas operaciones.

## Historia operacional

### El AS555SN Fennec en la Armada Argentina
Con motivo del bloqueo impuesto por el Reino Unido posterior a la guerra de las Malvinas, solo dos de los 10 Westland WG13 Sea Lynx llegaron a la Argentina, participando activamente en el conflicto, operados por la Armada Argentina.
Estos habían sido adquiridos por la Armada para dotar a los dos destructores Tipo 42 y los cuatro destructores MEKO 360, uno de ellos fue dado de baja por accidente, durante la guerra de las Malvinas, habiendo acumulado solo 600 horas de vuelo. El otro ejemplar fue vendido a Dinamarca a causa de la imposibilidad de conseguir los repuestos necesarios para su adecuada operatividad.
Consciente de la carencia de medios aéreos embarcados aptos para los destructores y corbetas de la ARA (tarea que se intentaba paliar con la utilización de los confiables y robustos pero monomotores Alouette III cuyas capacidades ASW (Guerra Antisubmarina] / ASUW (Guerra antibuque) eran mínimas) la Armada decide la compra de helicópteros embarcables en las unidades de la Flota de Mar, y como consecuencia del exiguo presupuesto, la decisión recae en el Eurocopter AS555SN Fennec.
Cuatro Fennec llegaron al país en 1996 (serials ARA 0863/3-H-131 a 0866/3-H-134), los mismos son encuadrados junto a los Alouette III en la 1.ª Escuadrilla Aeronaval de Helicópteros (EAH1) que está inserta dentro de la Escuadra Aeronaval N.º 3 (EAN3), que forma parte de la Fuerza Aeronaval N.º 2 (FAE2) de la Aviación Naval, cuyo destino es la Base Aeronaval Comandante Espora (BACE), Bahía Blanca, provincia de Buenos Aires.
Desde entonces, han operado desde las plataformas de vuelo de los destructores MEKO 360 y las corbetas MEKO 140, participado de numerosos ejercicios nacionales (diversas Etapas de Mar) e internacionales (ARAEX, Solid Step entre otros).
El destructor ARA Almirante Brown (D-10) realizó el primer lanzamiento de misil Exocet MM-40 transhorizonte el 16 de abril de 1996, guiado desde un helicóptero Fennec.
Cabe resaltar la participación de dos AS555SN Fennec, a bordo del destructor clase Meko 360 H2 ARA Sarandí (D-13) (DESI), de los ejercicios Solid Step llevados a cabo con la Armada de los Estados Unidos. El citado destructor formó parte del grupo de tareas o Carrier Strike Group-CSG del portaaviones USS Enterprise (CVN-65). El ejercicio llevado a cabo durante el año 2003, significó para el buque y los helicópteros estar poco más de 6 meses alejado de sus bases habituales.
Sin llegar a ser helicópteros puramente embarcados, donde las referencias actuales apuntan a aeronaves de mayor capacidad/peso/costes (EH-101,NH-90, SH-60, Sea Lynx, SH-3, SH-2 entre otros), los Fennec han aportado y aportan a la Armada Argentina capacidades que de otra manera se habrían perdido de no contar con ellos. Su fiabilidad inherente a su planta de poder bimotor, su relación coste/eficacia sumadas a las capacidades altamente necesarias que brinda a la Aviación Naval (OTHT, SAR, entrenamiento), hacen de este pequeño helicóptero bimotor de origen francés, un medio válido de multiplicación de fuerzas a la Flota de Mar de la Armada Argentina.

## Especificaciones técnicas (AS550 C3)
Referencia datos: Jane's All The World's Aircraft 2003–2004

### Características generales
- Tripulación: 2
- Capacidad: 4 pasajeros
- Longitud: 10,9 m (35,9 ft)
- Diámetro rotor principal: 10,7 m (35,1 ft)
- Altura: 3,3 m (11 ft)
- Área circular: 89,8 m² (966,1 ft²)
- Peso vacío: 1220 kg (2688,9 lb)
- Peso máximo al despegue: 2250 kg (4959 lb)
- Planta motriz: 1× turboeje Turbomeca Arriel.
  - Potencia:

### Rendimiento
- Velocidad nunca excedida (Vne): 287 km/h (178 MPH; 155 kt)
- Velocidad máxima operativa (Vno): 264 km/h (164 MPH; 143 kt)
- Alcance: 648 km (350 nmi; 403 mi)
- Techo de vuelo: 12 442 m (40 820 ft)
- Régimen de ascenso: 10,3 m/s (2028 ft/min)

### Armamento
- Cañones: 1× M621 de 20mm
- Cohetes: 12 cohetes Thales Brandt
- Misiles: Antitanque BGM-71 TOW

### Desarrollos relacionados
- Eurocopter AS 350 Ecureuil
- Eurocopter AS 355 Ecureuil 2
- Eurocopter EC 130
- Changhe Z-11

### Aeronaves similares
- Bell 206
- MD Helicopters MD 500
- PZL SW-4

### Secuencias de designación
- Helicópteros militares del Grupo Eurocopter: AS 532 · AS550 / AS555 · AS565 · EC635 · EC645 · EC665 · EC725 · NH90 · HH-65 · UH-72